# Magnus Zetterström

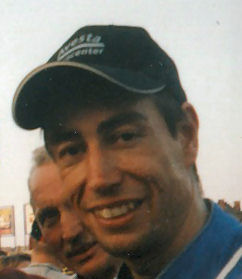
Magnus Zetterström

Magnus "Zorro" Zetterström, född 9 december 1971 i Eskilstuna, är entreprenör och speedwayförare. Han körde 2016 för Ikaros Smederna i den svenska elitserien, Griparna i Allsvenskan och i GKŻ Wybrzeże Gdańsk i Liga 2 i Polen. Numera har han slutat köra speedway.

## Meriter
- Par Sm silver
- Europamästare 2002
- Europa brons 2003
- Svensk mästare 2008
- 1:a plats i kvalet till GP i Coventry 2009
- Brons i lag-VM 2010
- Grand Prixförare 2010